# 贺新郎·别友
《贺新郎·别友》与《虞美人·枕上》是毛泽东诗词中，被认为是唯二与毛泽东个人爱情相关的作品:19。

## 创作、发表
在限定此词是毛泽东写给妻子杨开慧的背景下，一般认为此词是毛泽东于1923年年底“霜重”，乘坐火车离开长沙时创作。推测写给友人陶毅的背景下，则可能是1919年12月上旬，湖南驱张运动期间，毛泽东离开长沙前往武昌时创作:19—20。
毛泽东对作品有过多次修改，至少有七个版本:21。留存的三份手稿，字句有较大差异，皆未标注时间。此作在毛泽东生前未发表。1978年9月9日，毛泽东逝世两周年之际，《人民日报》发表三首毛泽东诗词:75。在《人民日报》第一版，以无题形式发表。此后，各版标题为“给杨开慧”:19，此版手稿，由两页纸组成，第一页为前七行，第二页为后四行，小草字体。研究者对比标注时期的手稿，认为是毛泽东在1950年代早、中期所书。1986年，纪念毛泽东逝世十周年出版的《毛泽东诗词选》将收录的诗词50首分为正副编，《出版说明》称：“正编42首，都是作者生前校订定稿的和正式发表过的。”此词为开卷第一首，被认为是毛泽东生前定稿作品。
1992年《中国风》创刊号首度发表异名《贺新凉》的手稿。这是1937年时，毛泽东在延安赠予丁玲的手稿。丁玲在《延安文艺座谈会的前前后后》一文回忆：“他同我谈话，有几次都是一边谈、一边用毛笔随手抄几首他自己作的词或者他喜欢的词，有的随抄随丢，有几首却给了我，至今还在我这里。”1939年，丁玲将此批文稿托付胡风保管。1980年时，物归原主。
1996年9月，中央文献研究室编《毛泽东诗词集》，编者标注：近见“一件手稿，标题为《别友》”，“是作者写给夫人杨开慧的。”就此定名:19。该篇手稿由七页纸连接而成。第一页包括标题、年代，共五行。第二页至第五页，每页四行。第六页三行。第七页两行。字体为行草，笔势接近大草。研究者推测是毛泽东在1960年代前期所书，是最后一稿。

## 赠送对象的争议
早期一般认为，毛泽东创作此词时，赠予的对象是他的妻子杨开慧。研究者彭明道在2001年发文，提及毛泽东友人易礼容在1980年代提示“可能是赠给陶毅”。彭亦详细描述陶毅的生卒及生平，提及陶毅生于1896年，小毛泽东三岁。她与毛泽东因聚少离多分手后，终身未婚:19—20。2010年代以来，陶毅个人形象与彭明道说法相类。陶毅做为毛泽东的初恋女友，在家庭压力下分手后，终身未婚。实际上，毛泽东称陶毅为“陶斯咏姊”:20。1923年3月之前，“年三十余岁”的陶毅与教师沈仲九自由恋爱结婚。两人均是再婚:21—22。
对于彭明道的文章，研究者马以君认为，彭明道的材料完全可以否定本词创作于1923年，“但彭没这样做，反以大量篇幅在此时间上徘徊，甚至以此时间为据，暗中作出毛有婚外戀的结论”:20。